# Eupetinus dubius
Eupetinus dubius är en skalbaggsart som beskrevs av Scott 1908. Eupetinus dubius ingår i släktet Eupetinus och familjen glansbaggar. Inga underarter finns listade i Catalogue of Life.